# 中山醫學大學附設醫院
中山醫學大學附設醫院（簡稱中山附醫），成立於1966年8月17日。為臺中市三大醫學中心之一，目前有大慶院區、中興分院及文心院區。

## 歷史
- 1966年8月17日，成立時由孫科命名為「孫中山先生紀念醫院」（文心、中港院區）。
- 1977年3月，成立加護中心（4床ICU）。
- 1977年8月，改制更名為「私立中山醫學院附設孫中山先生紀念醫院」。
- 1980年6月，口腔醫療大樓擴建工程動工。
- 1989年10月，臺中市政府興建「臺中市立復健醫院」，後委託中山醫學大學經營而更名為「孫中山先生紀念醫院附設復健醫院」（即太原院區），為台灣中部重要的復健醫療機構。
- 1997年大慶院區陸續興建大樓。
- 2001年8月，改制更名為「中山醫學大學附設醫院」，附設復健醫院也更名為「中山醫學大學附設復健醫院」。
- 2006年1月，於復興路設立「中興醫院」。
- 2009年，以「中山醫學大學附設醫院及其復健醫院」名義接受評鑑，後獲得醫學中心（今稱之特優醫院）特優醫院[註 1]。
- 2010年1月，中興醫院更名為「中山醫學大學附設醫院中興分院」。臺中市政府辦理市立復健醫院之重新招標，後經營權由澄清醫院獲得，太原院區遂於12月31日由澄清復健醫院取而代之。
- 2011年8月，中港院區結束營運。
- 2011年11月，汝川醫療大樓落成啟用。
- 2017年7月，通過衛福部評鑑為醫學中心等級醫院

## 院區地址
- 大慶院區，地址：臺中市南區建國北路一段110號（醫學中心），鄰近於臺中捷運綠線、大平霧線大慶站以及台灣鐵路臺中線大慶車站。
- 文心院區，地址：臺中市南區建國北路一段110號（醫學中心的一部分），鄰近於臺中捷運綠線、大平霧線大慶站以及台灣鐵路臺中線大慶車站。
- 中興院區，地址：臺中市南區復興路二段11號（地區醫院）

## 歷任首長
| 董事長                            | 董事長 | 董事長        | 董事長         |
| 任次                              | 姓名   | 就職時間      | 卸任時間       |
| --------------------------------- | ------ | ------------- | -------------- |
| 1                                 | 周汝川 | 1966年8月17日 | 2011年12月6日  |
| 2                                 | 周明仁 | 2011年12月6日 | 2021年10月22日 |
| 3                                 | 周明智 | 2021年12月6日 | 2022年8月1日   |
| 4                                 | 周明勇 | 2022年8月2日  | 現任           |
| 中山醫學大學附設醫院 院長         |        |               |                |
| 1                                 | 呂克桓 | 2007年8月1日  | 2014年7月31日  |
| 2                                 | 黃建寧 | 2014年8月1日  | 2020年7月31日  |
| 3                                 | 蔡明哲 | 2020年8月1日  | 現任           |
| 中山醫學大學附設醫院文心院區 院長 |        |               |                |
| 1                                 | 周明勇 | 2001年        | 2011年         |
| 2                                 | 林世珍 | 2011年        | 2015年         |
| 3                                 | 楊惠雯 | 2015年        | 2020年         |
| 4                                 | 黃裕峰 | 2020年        | 現任           |
| 中山醫學大學附設醫院中興分院 院長 |        |               |                |
| 1                                 | 連榮達 | 2010年1月1日  | 2015年         |
| 2                                 | 林傳朝 | 2015年        | 2016年         |
| 3                                 | 王耀震 | 2017年        | 2019年         |
| 4                                 | 林傳朝 | 2019年        | 現任           |

## 建築
- 內科醫療大樓
- 核子醫學大樓
- 汝川醫療大樓
- 行政大樓

## 圖片集

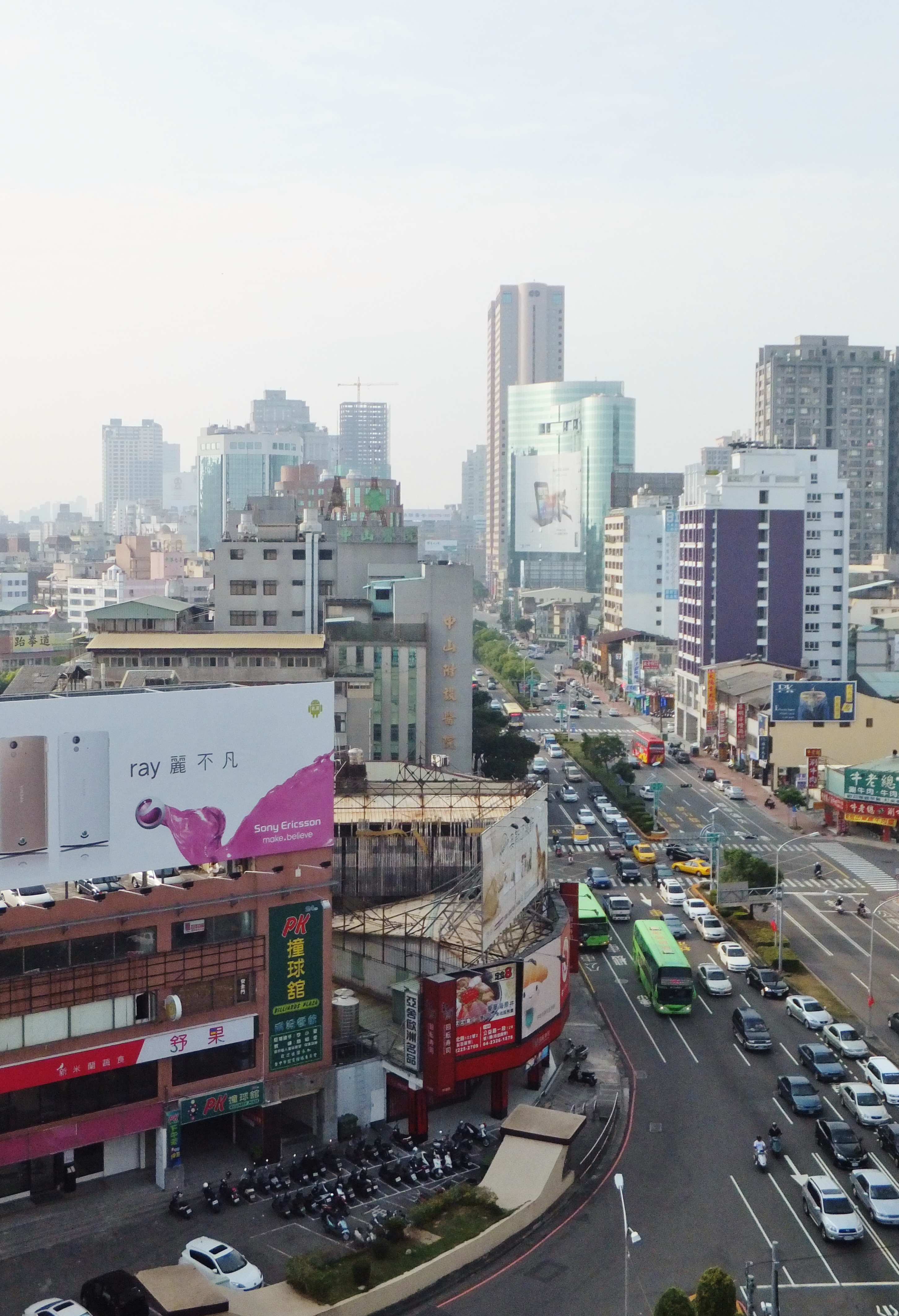
中山醫學大學附設醫院中港院區
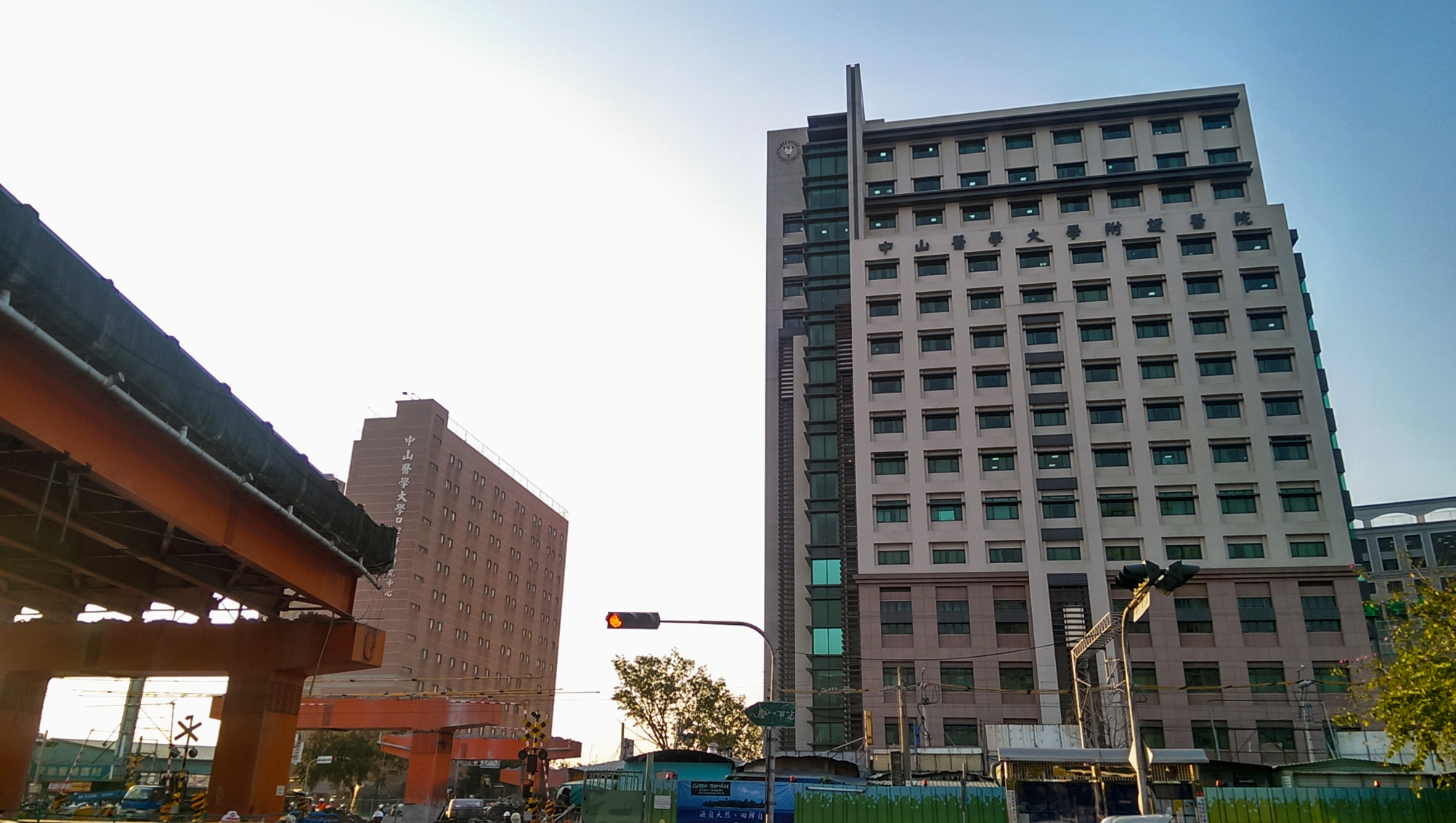
文心路橋拆除工程時旁的中山醫學大學附設醫院
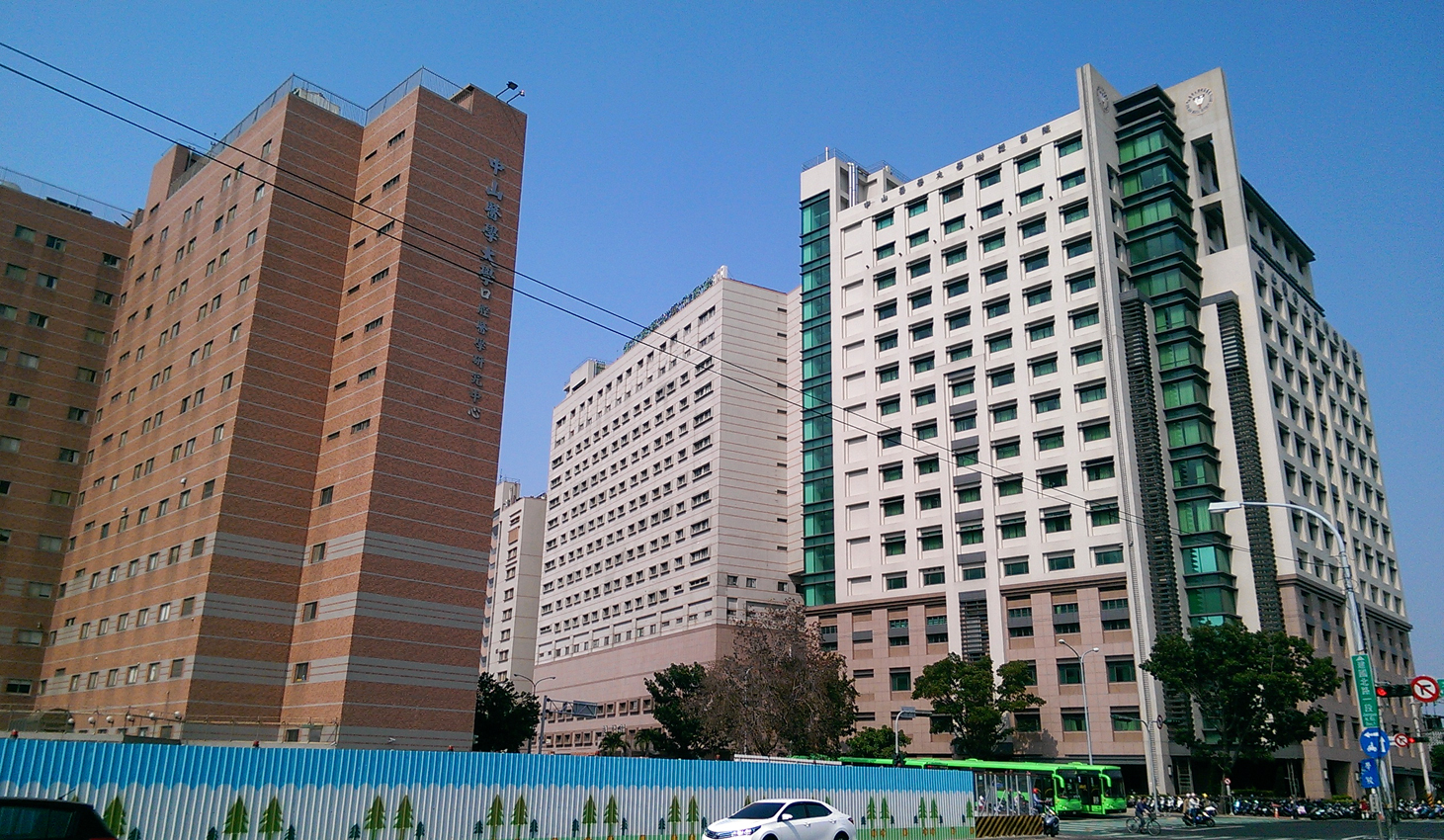
中山醫學大學附設醫院
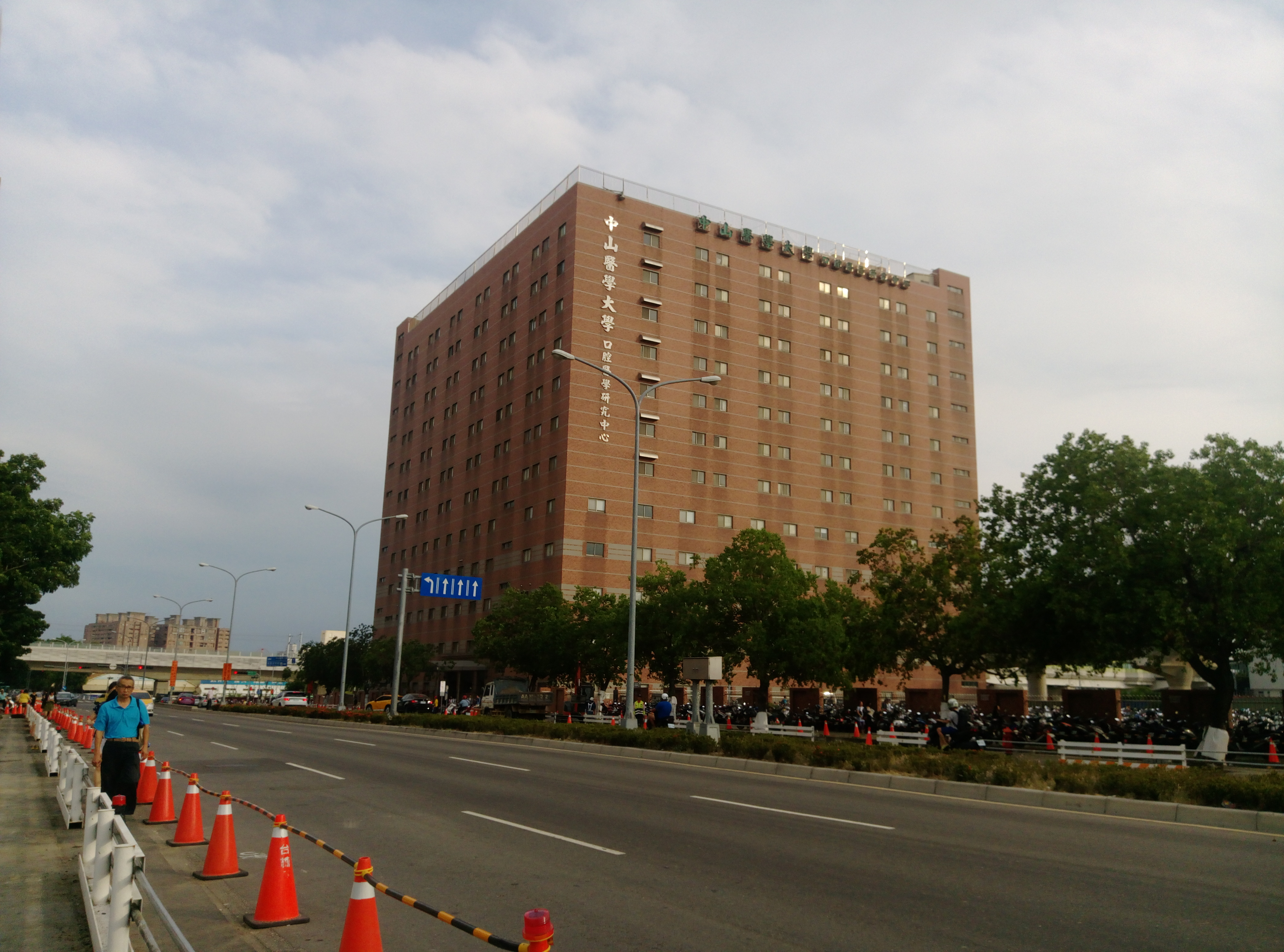
中山醫學大學口腔醫學研究中心

## 外部連結
- 官方网站